# ジャーメイン・デュプリ
ジャーメイン・デュプリ（Jermaine Dupri、1972年9月23日 - ）は、アメリカ合衆国のヒップホップMC、ソングライター、音楽プロデューサー、DJ、実業家、テレビプロデューサー。米国南部に本拠を置くヒップホップレーベル・So So Def Recordingsの代表を務める。ニックネームは頭文字をとって「JD」。

## 人物
南部を代表するレーベル、ソー・ソー・デフのリーダー。アトランタ出身の4人組・Dem Franchize Boyz(以下DFB)を引き込むなど、大物の引き抜きに次々と成功している。MCとしてはDFBの｢I think they like me(remix feat.Jermain Dupuli,Da Brat,Bow Wow)」への客演が有名。
南部訛りが非常に顕著。たとえばDFBの「Ridin' rims」のビデオでは、レーベル名「SO SO DEF」を｢ソー・ソー・デフ｣と発音するところを｢ソー・ソー・ヅェフ｣と発音している。
2009年1月、アイランド・レコードのアーバン・ミュージック部門の社長職から解雇される。その理由は、メインプロデューサーを務めた、恋人であるジャネット・ジャクソンのアルバム「Discipline」がセールス的に失敗に終わり、その直後から仕事に顔を出さなくなったからとのこと。
2009年夏にはジャネット・ジャクソンとの破局が報じられた。

## 客演・PV出演作品
- DFB｢I think they like me(remix feat.Jermain Dupuli,Da Brat,Bow wow)」
- DFB｢Ridin' rims｣(ビデオ出演のみ。冒頭に寸劇あり)
- DFB｢Lean wit it,rock wit it」(屋根の上で5人で踊っている中央がJD)
- CHINGY,｢Pullin' me back feat.Tylise,Jermain Dupuli」(feat.表記だが事実上ビデオ出演のみ)